# ليام ميتشيل
ليام ميتشيل (بالإنجليزية: Liam Mitchell)‏ (18 سبتمبر 1992 بنوتنغهام في المملكة المتحدة - ) هو لاعب كرة قدم بريطاني في مركز حراسة المرمى. لعب مع نادي ليويس ونوتس كاونتي ونادي مانسفيلد تاون ونادي تاموورث وشبشيد دينامو ‏.

## وصلات خارجية
- ليام ميتشيل على موقع قاعدة بيانات كرة القدم.إي يو (الإنجليزية)
- ليام ميتشيل على موقع Soccerbase.com (لاعب) (الإنجليزية)